# Hugo Poortman
Hugo Anne Cornelis Poortman (Zwolle, 20 maart 1858 - Diepenheim, 16 juni 1953) was een Nederlands tuinarchitect. 
Poortman was de zoon van een predikant. Hij volgde een vierjarige HBS-opleiding in Zwolle; daarna werkte hij enige tijd voor tuinbaas R. Wind van Villa Nova in Zwolle. Hier kreeg hij plezier in het werken in het groen, en op zijn achttiende meldde hij zich aan bij de Tuinbouwschool in het Belgische Vilvoorde. Daarna werkte hij bij de kwekerij van Jac. Jurissen & Zn. te Naarden. In 1880 trad hij in dienst bij de bekende Franse tuinarchitect Édouard André. Daar klom hij al snel op tot chef de bureau. In 1882 werd hij door André uitgezonden naar Colombia om in de Andes exotische planten te verzamelen. Een jaar later werd hij opnieuw uitgezonden, nu naar Ecuador. Door binnenlandse troebelen kon hij hier niet meer wegkomen; pas na 2,5 jaar keerde hij terug. 
Na een paar belangrijke opdrachten in Frankrijk werd hij naar Nederland gestuurd om de verwaarloosde tuinen van het kasteel/landgoed Weldam te renoveren. Graaf van Aldenburg Bentinck was zo tevreden dat Poortman vervolgens bij de graaf in dienst trad als particulier secretaris,  rentmeester en tuinarchitect. Daarnaast mocht hij opdrachten als zelfstandig tuinarchitect aannemen, maar eigenlijk had hij daarvoor te weinig tijd. In deze periode heeft hij ook de tuinen van Kasteel Middachten ontworpen. In 1915 nam hij ontslag en verhuisde naar Oosterbeek en daarna naar de villa Peckedam in Diepenheim. In Oosterbeek werkte hij veel samen met Samuel Voorhoeve.
- Biografisch Portaal: 57349117
- Gemeinsame Normdatei: 1089132816
- International Standard Name Identifier: 0000 0000 6884 0437
- Nederlandse Thesaurus van Auteursnamen: 072046511
- RKD-Nederlands Instituut voor Kunstgeschiedenis: 279086
- Union List of Artist Names: 500092119
- Virtual International Authority File: 96354635
- WorldCat: E39PBJvXd6XkPyp46CQVkfTvHC